# Björn gullberi
 Björn gullberi (nórdico antiguo: Bjǫrn Guldskägg, apodado portador de oro, n. 878) fue un caudillo vikingo y uno de los primeros colonos de Reykjardal en Islandia.
Tuvo su hacienda en Gullberastaðir, y fue el primer goði del clan familiar de los Lundarmenn en la isla. Es un personaje que aparece en la saga Harðar ok Hólmverja, y saga de Njál donde aparece en los primeros capítulos con su hijo Þjóðólfur svarthöfði Bjarnarson, quien tenía amistad con Hoskuld Dala-Kollsson.

## Herencia
Björn estaba casado con Ljótunn Hrólfsdóttir (n. 882), hija del hersir Hrolf y Unn eldri Hákonardóttir, una hija de Haakon Jarl. De esa relación nacieron cinco hijos:
- Þjóðólfur Bjarnason (n. 903).
- Grímkell Björnsson (n. 905).
- Geirmundur Björnsson (n. 910).
- Úlfur Björnsson (n. 915).
- Svarthöfði Björnsson (n. 920), que se casó con Þuríður Oddsdóttir (n. 940), una hija de Tongu-Odd.[7]